# Martin Vögerl

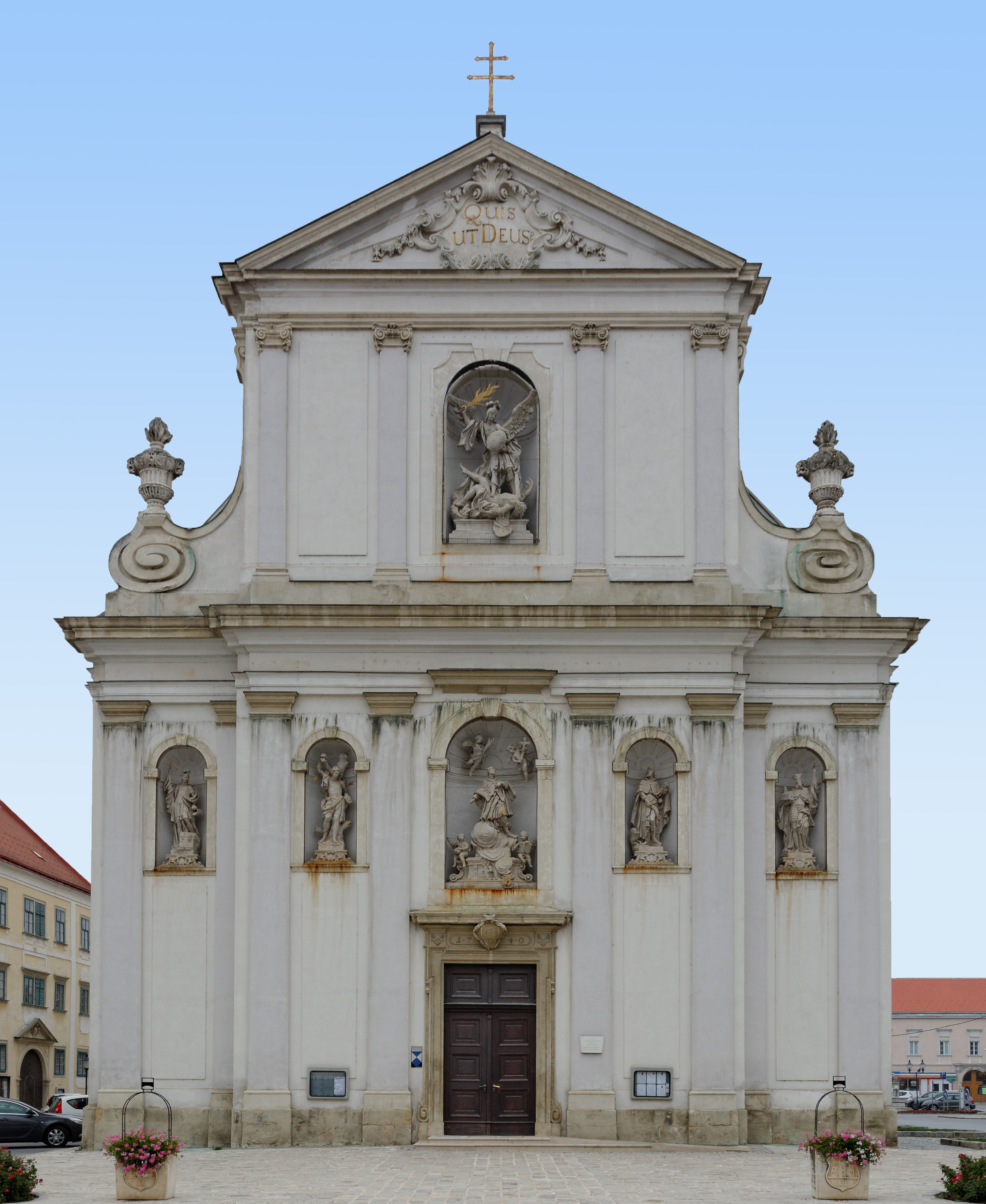
Pfarrkirche Bruck an der Leitha Südfront 1740

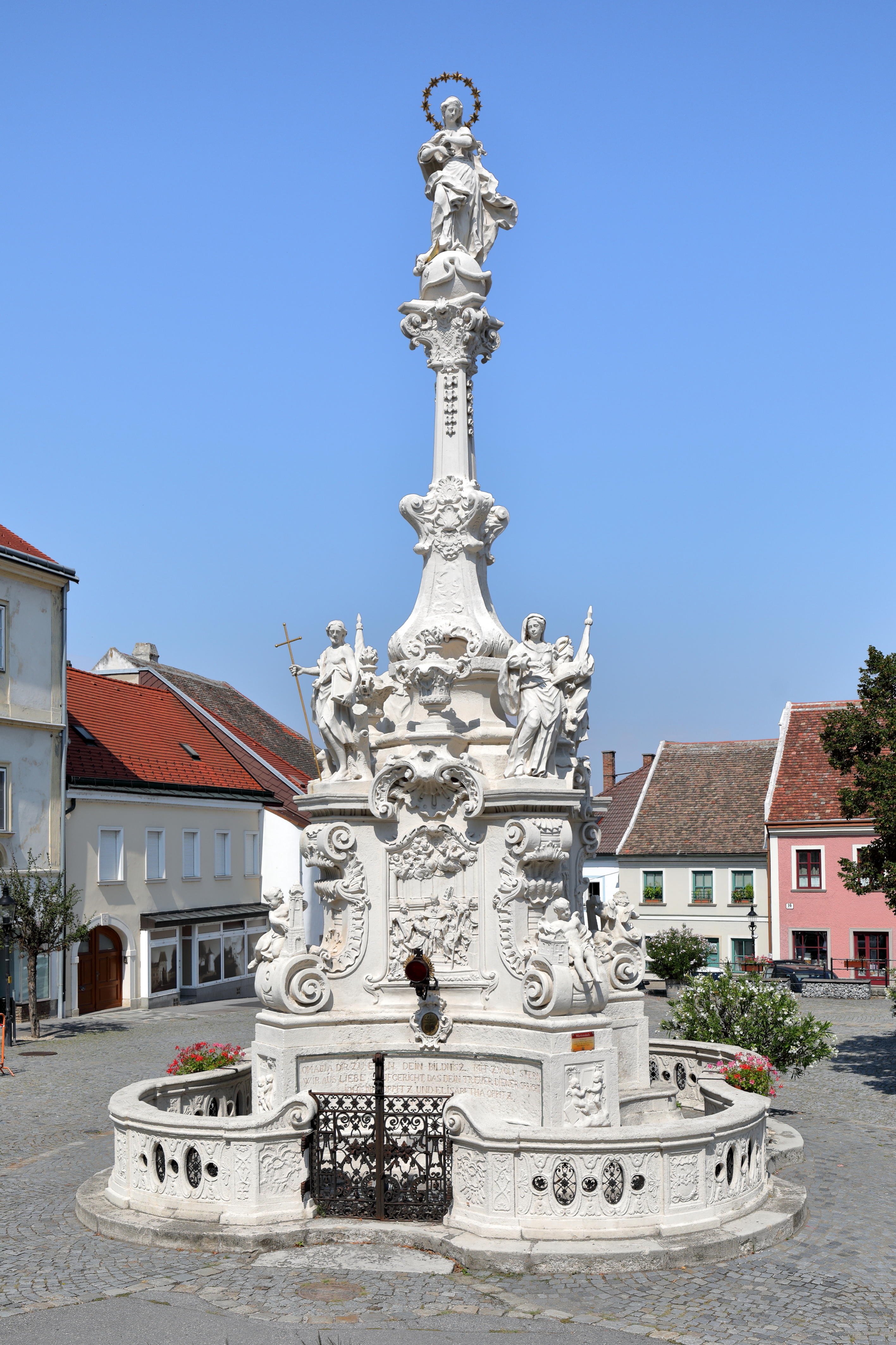
Hainburg Mariensäule 1749

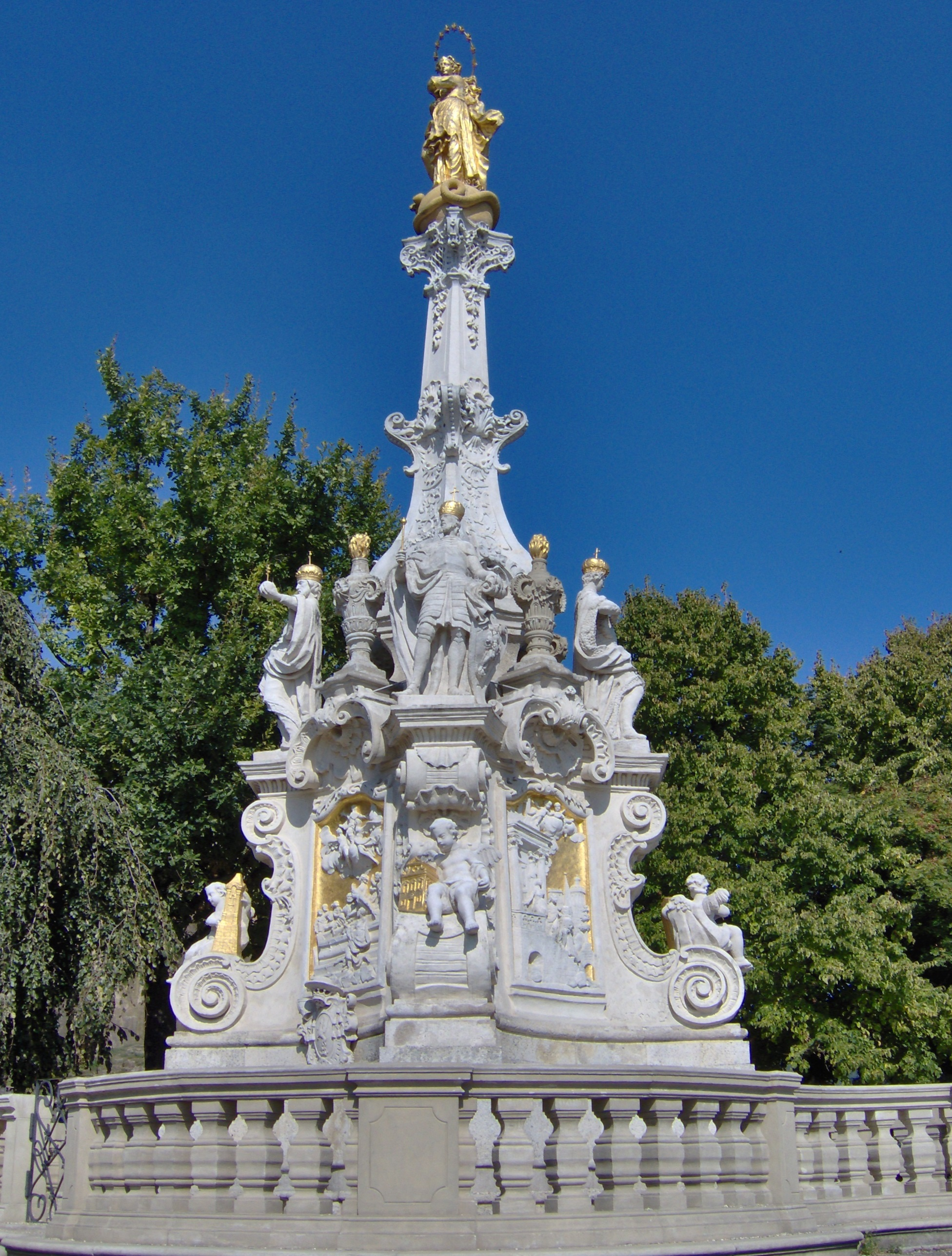
Nitra Slowakei Mariensäule 1750

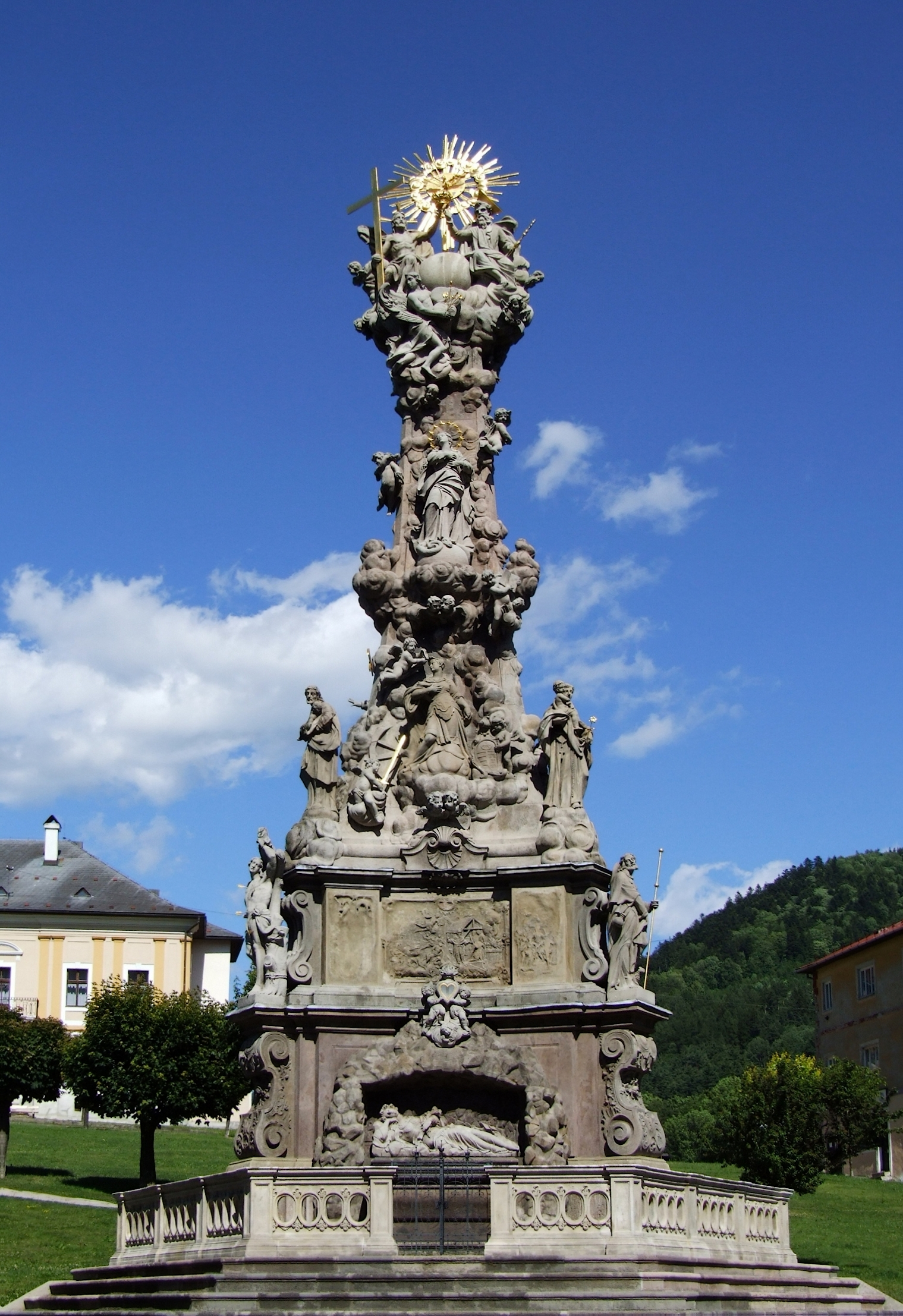
Kremnica Dreifaltigkeitssäule ab 1765

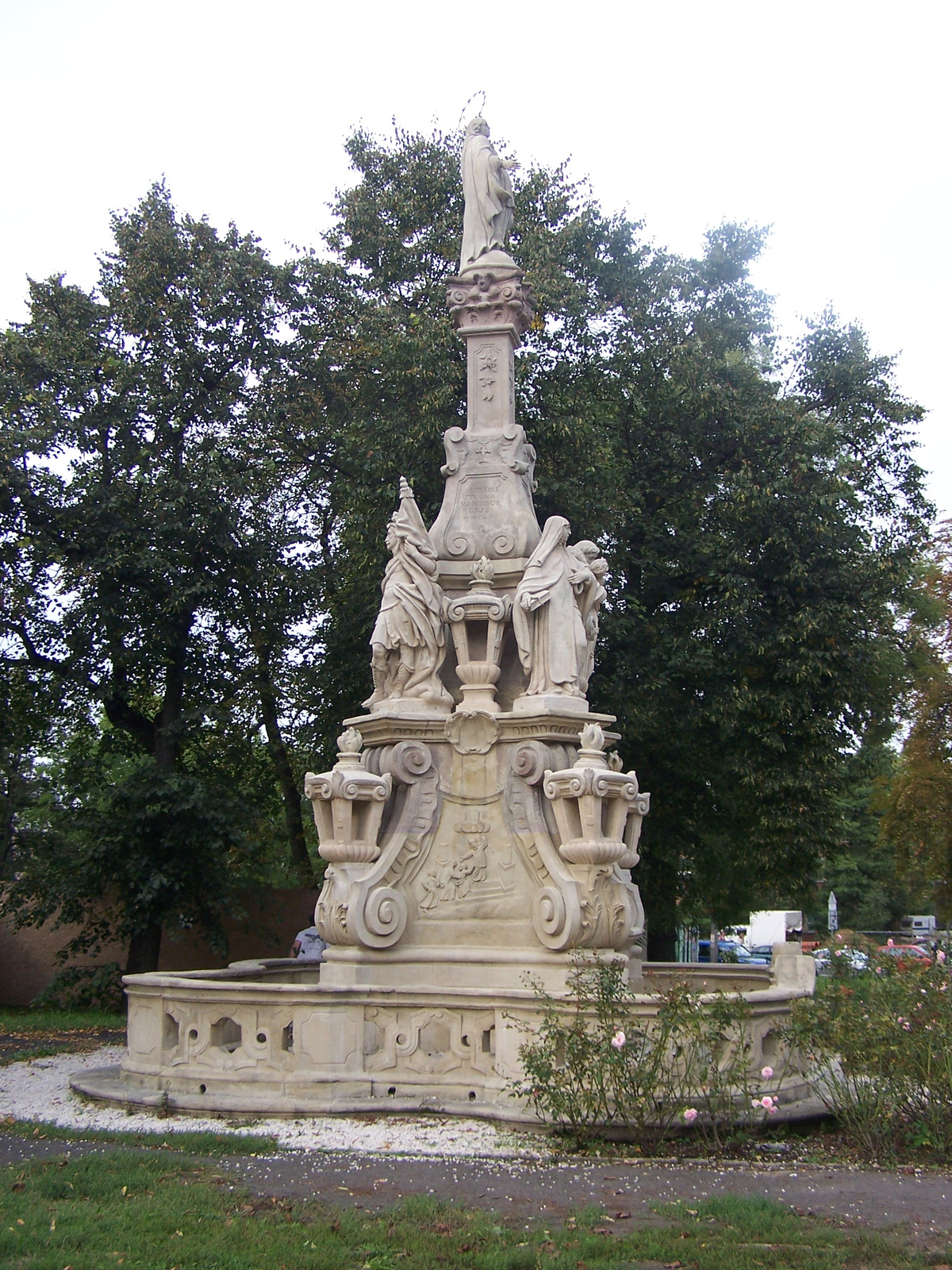
Gödöllö Mariensäule vor 1770

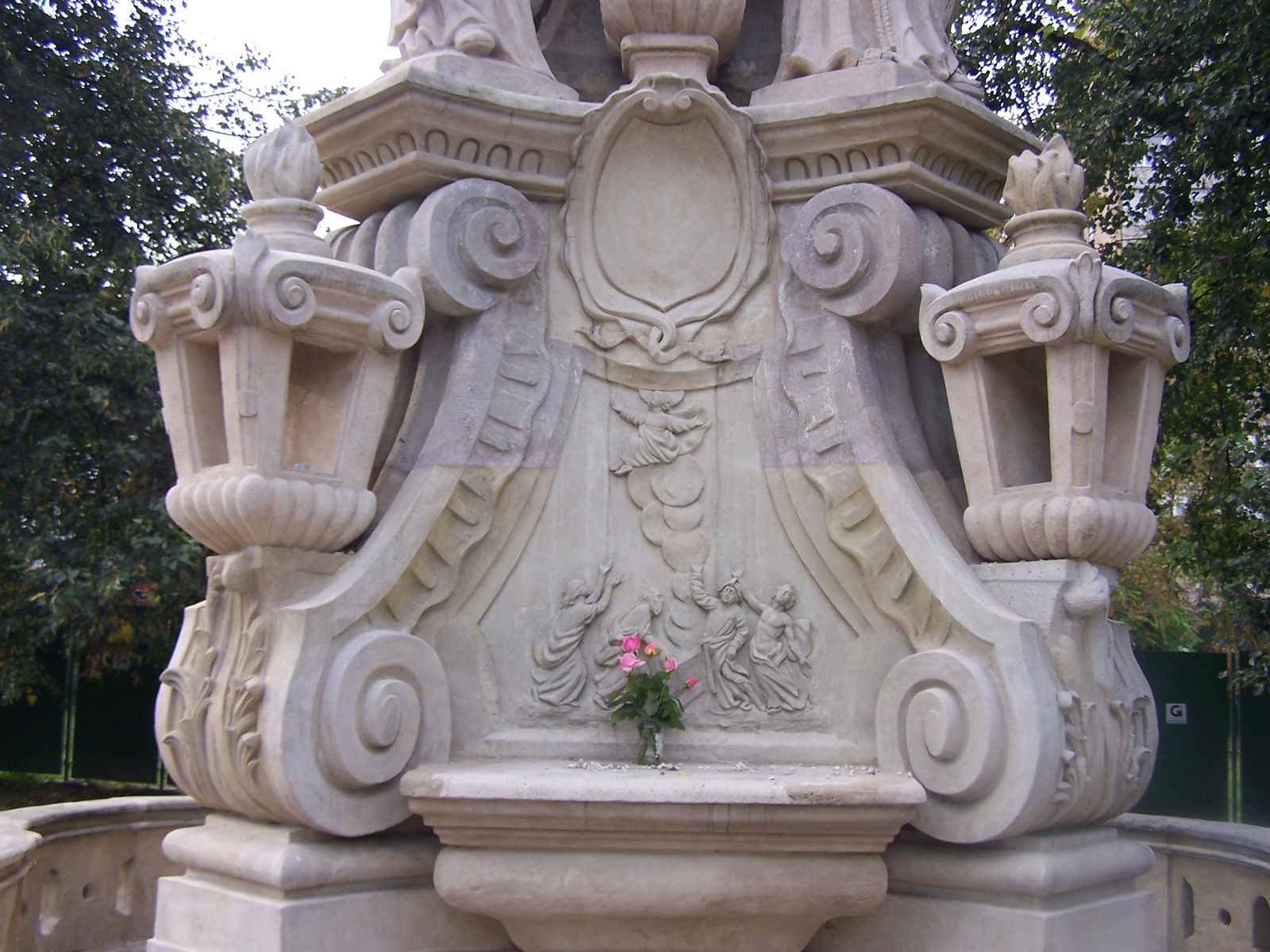
Gödöllö Mariensäule Sockel

Martin Vögerl (* 1714 in Tirol; † 27. Oktober 1770 in Bruck an der Leitha) war ein Bildhauer des Barock.

## Familie
Der Kauf- und Handelsmann Joseph Vögerl in Tirol war mit Maria verehelicht. 1714 Geburt ihres Sohnes Martin. Am 20. Juni 1734 heiratete Martin, bereits als Bildhauer bezeichnet, in Bruck an der Leitha Frau Gertrude Werner, Witwe des Johann Georg Werner, gewester Bildhauer in Bruck an der Leitha. Ehefrau Gertrude starb am 12. März 1750 mit 60 Jahren, der Witwer heiratete am 21. Februar 1751 Maria Josepha Stigholzer. Taufe ihres Sohnes Ignaz Georg Jakob am 22. Juli 1756, dabei waren Johann Georg Wimpassinger und seine Frau Elisabeth die Paten.

### Meisterschaft
Durch die Heirat mit Gertrude Werner, Witwe des Bildhauers Johann Georg Werner wurde Martin Vögerl bereits 1735 Meister und Bürger der Stadt Bruck an der Leitha und wenige Jahre später als Einheimischer bezeichnet. 1746 war er Mitglied des Äußeren Rates der Stadt und bezahlte 14 fl. Gewerbepfund.
Nach Martin Vögerls Tod verheiratete sich die Witwe Maria Josepha in Bruck an der Leitha am 21. Juli 1772 mit dem Bildhauer Theodor Mayer, Sohn des Franz Mayer. Tochter Elisabeth Vögerl heiratete am 14. Februar 1773 den Junker Leopold Mayer, seine Profession sei tibialium, ein Flotenspieler (?). Zeugen waren der Kaffeesieder von Bruck an der Leitha Franz Bolloni und Sebastian Satzfeld öffentlicher Notar.

## Werke

### Pfarrkirche Bruck an der Leitha
Bei der bestehenden Pfarrkirche Bruck an der Leitha wurde von 1738 bis 1440 die Stirnfront durch eine Prunkfassade ersetzt. Ausführender Baumeister war Johann Georg Windpässinger, den Figurenschmuck fertigte Martin Vögerl mit seinem Gehilfen Franz Reichmann. Zehn Jahre zuvor war Johannes von Nepomuk heilig gesprochen worden, so wurde seine Statue mit der Moldaubrücke am Sockel über dem Hauptportal  dargestellt, mit dem Stadtwappen (Jahreszahl 1740)
Die Gruppe des Heiligen Erzengels Michael beauftragte der Propst von St. Pölten und bezahlte dem Bildhauer dafür 200 fl.
- Johann Georg Högl#Pfarrkirche Bruck an der Leitha

### Mariensäule in Hainburg an der Donau
Mariensäule in Hainburg an der Donau (Niederösterreich), 1749 gestiftet und von Bildhauer Martin Vögerl aus Bruck an der Leitha gestaltet. Die Säule ist 11,40 Meter hoch. Die großen Reliefs an der Basis stellen Maria Vermählung, Maria Verkündigung, Maria Heimsuchung und Maria Himmelfahrt dar. An der Spitze der Säule steht eine Figur der Maria Immaculata auf einer Weltkugel.

## Kulturelle Blüte der Hauptstadt Pressburg
Der Zustrom an Künstlerpersönlichkeiten aus Wien setzte bereits zu Anfang des 18. Jahrhunderts ein, aus dem Wiener Hofmilieu und dem Umkreis der dortigen Akademie kamen Künstler wie Martin Vögerl, Johann Lucas Kracker, Antonio Galli da Bibiena, Michelangelo Unterberger und andere, die aus Österreich die Kunst des ausklingenden Barock importierten.

### Mariensäule in Nitra in der Slowakei
Die elf Meter hohe Statuengruppe wurde 1750 von Imre Esterházy de Galántha, Erzbischof von Esztergom, aus Dankbarkeit für das Ende der Pest errichtet, die 1749 die Stadt verwüstete. Das Gebäude, auch Votivpestsäule genannt, wurde vom österreichischen Steinmetz Martin Vögerl aus Sandstein errichtet.

### Pfarr- und Wallfahrtskirche Maria Enzersdorf am Gebirge
In der Pfarr- und Wallfahrtskirche Maria Enzersdorf am Gebirge sind zwei einander entsprechende Seitenaltäre mit Altarblättern von Franz Anton Maulpertsch. 1751 Statuen von Vögerl, am linken Altar Petrus von Alcantara und Paschalis Baylon, am rechten Altar Jakobus von der Mark und Leonhardus von Porto Mauritio. 1752 für den Josefsaltar Statuen Hl. Joachim und Anna und ein Rokokotabernakel.

### Alte Pfarrkirche Jois
Ein Tabernakel auf dem Hl.-Michael-Altar, einem Seitenaltar, 1764 von Martin Vögerl für den Hochaltar geschaffen. Pfarrer Hillinger verweist in seinen Forschungen, dass wohl Vögerl auch für Prospekt und Englein der Orgel zuständig sei.

### Pfarrkirche Neudorf bei Parndorf
In der Pfarrkirche Neudorf bei Parndorf stammen die Seitenaltäre an der Triumphbogenwand von Martin Vögerl. Die gleichgestalteten Altäre wurden um 1765 geschaffen und bestehen aus einem Rokokorahmen und Ovalbildern. Beide Bilder stammen wahrscheinlich vom Maler Stephan Dorfmeister. Die Seitenfiguren am linken Seitenaltar stellen den hl. Antonius und die hl. Anna, die am rechten Seitenaltar den hl. Rochus sowie einen Apostel dar.

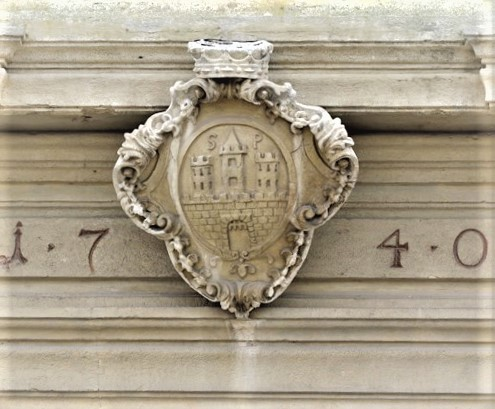
Brucker Kirche Prunkfassade
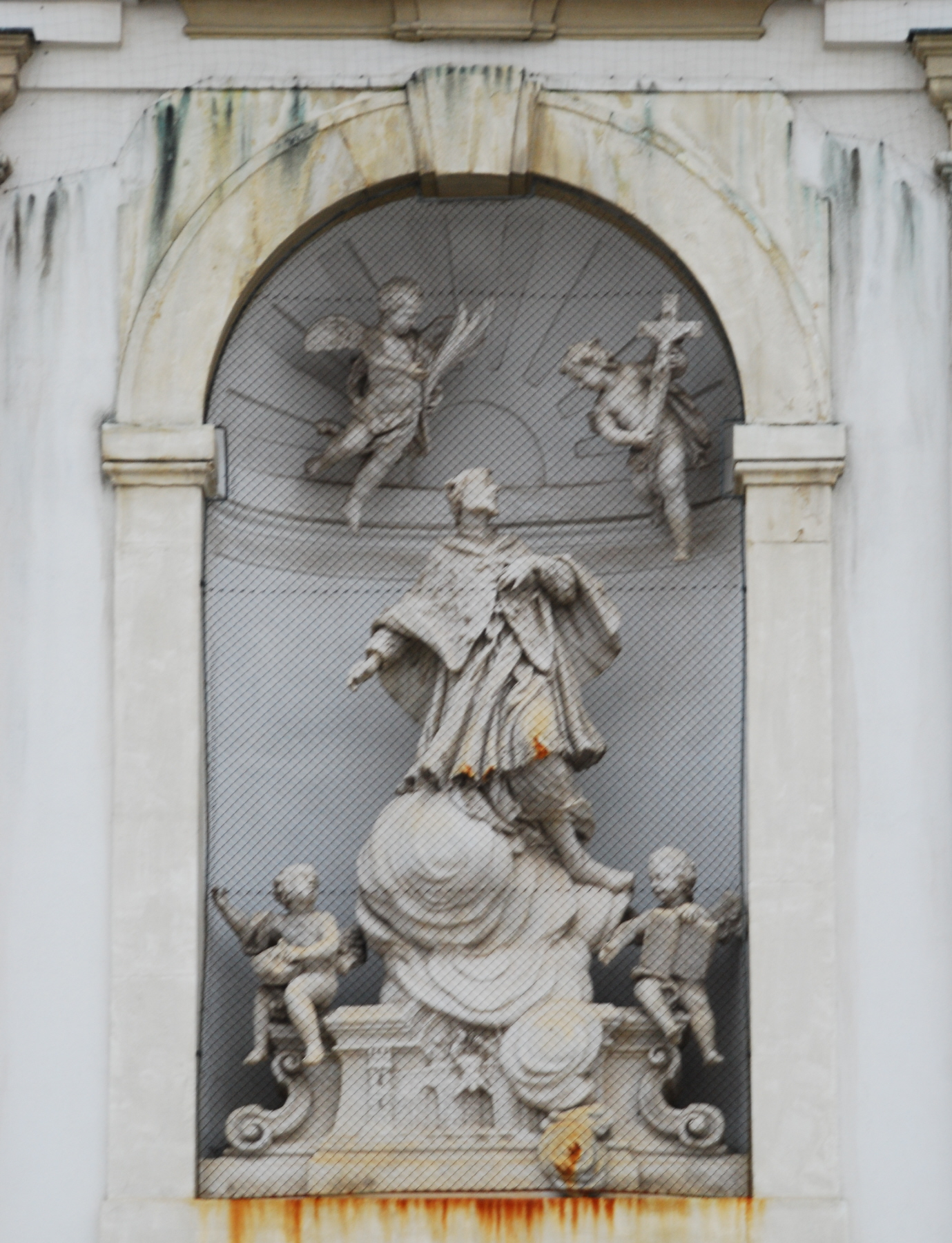
J.v.Nepomuk
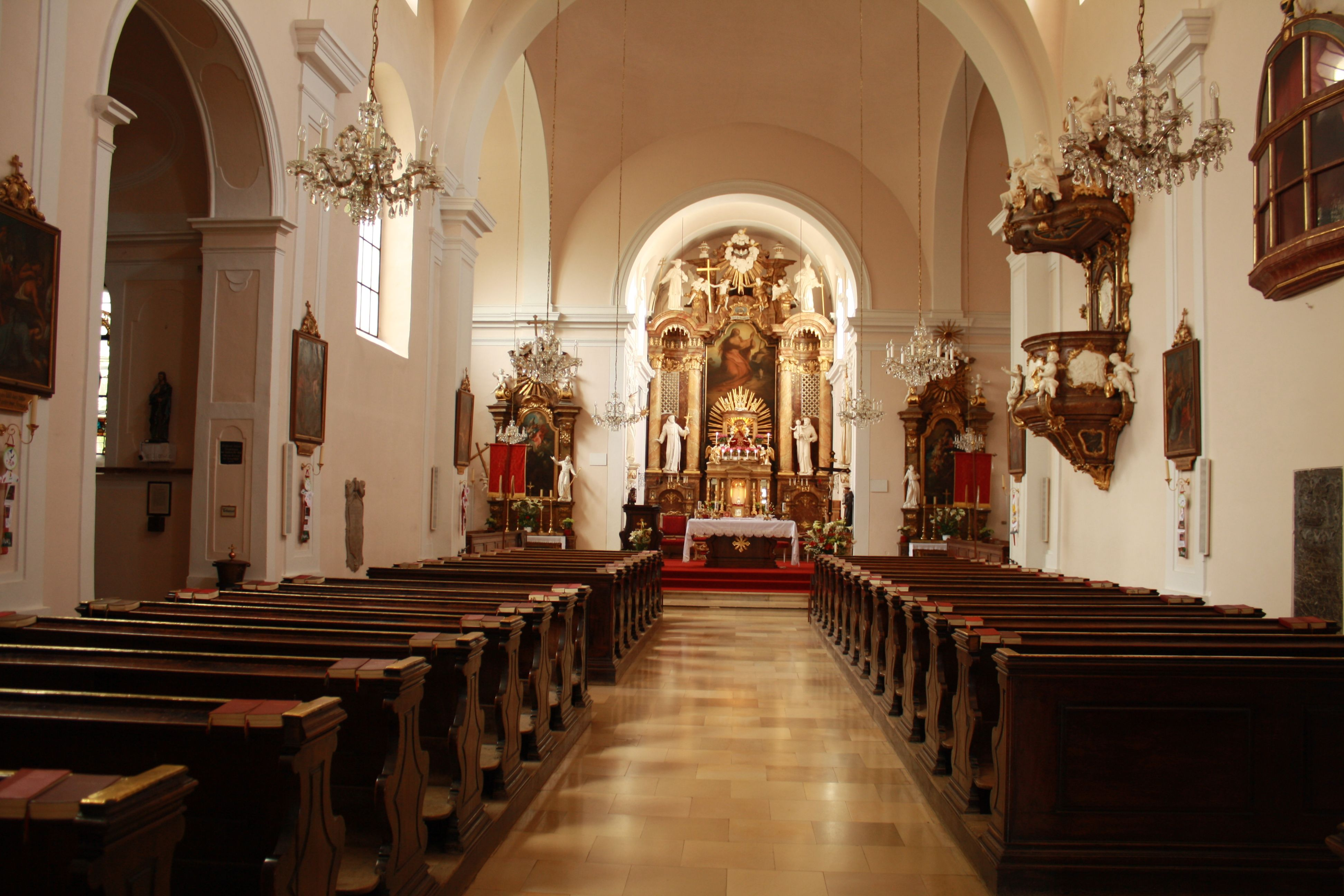
Kirche Maria Enzersdorf Seitenaltäre
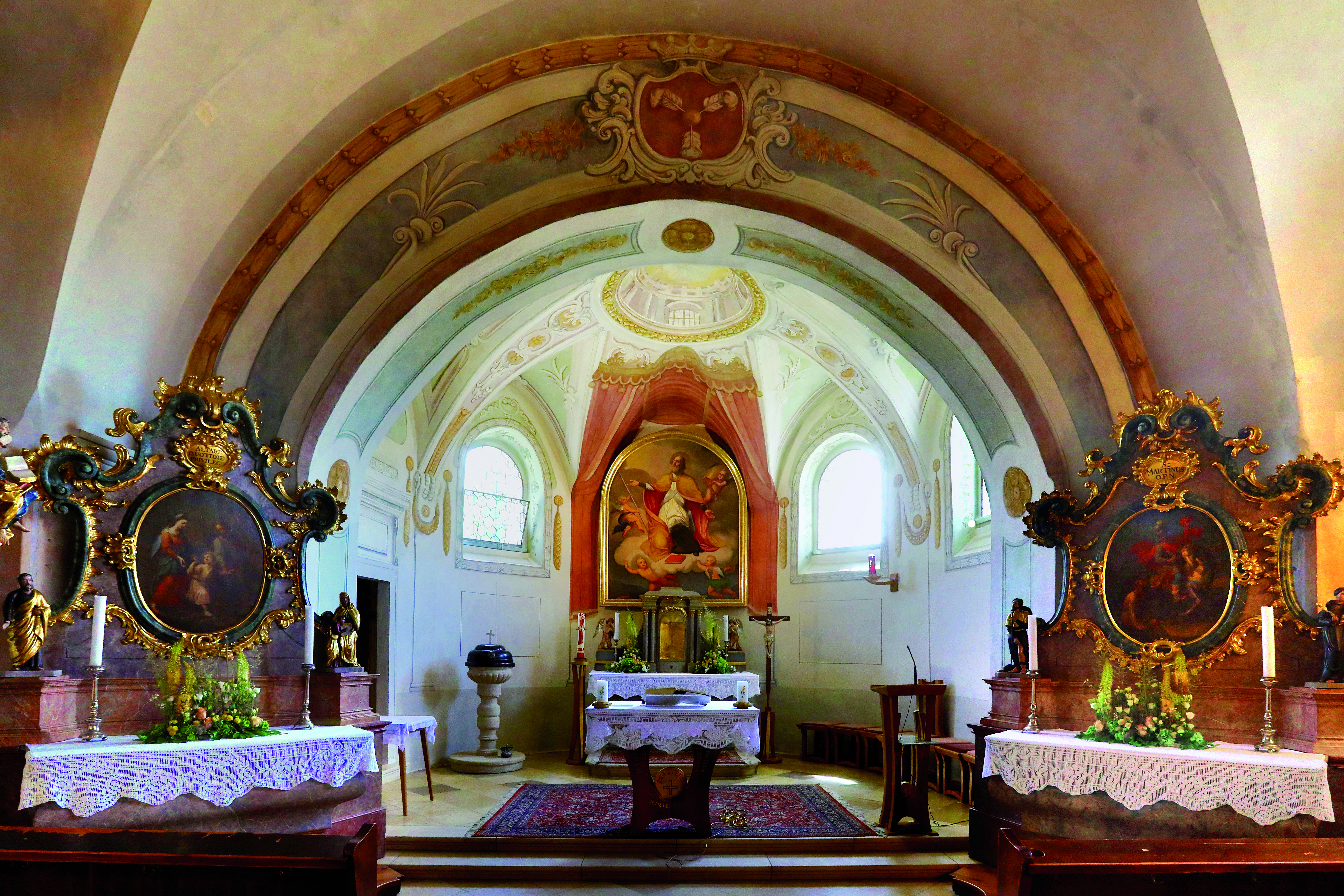
Neudorf Seitenaltäre, Fresken und Bilder

### Dreifaltigkeitssäule in Kremnitz in der Slowakei
Die Pest-Dreifaltigkeitssäule in Kremnitz aus den Jahren 1765 bis 1772 ist ein gemeinsames Werk von Dionysius Ignatius Stanetti, einem schlesischen Bildhauer, und Martin Vögerl. Der Stadtrat lud den erfahrenen österreichischen Bildhauer Martin Vögerl († 1770) zur Zusammenarbeit mit Stanetti ein (Vögerl ist auch der Autor der Marienstatue vor dem Eingang zur Burg Nitra aus dem Jahr 1750 und der Mariensäule in Hainburg in Niederösterreich, die als besonders schöne Rokokosäule gilt). Gleichzeitig legte Stanetti dem Stadtrat einen künstlerischen Vorschlag für eine Säule vor, deren Vorbild die Wiener Pestsäule war. Weder Stanetti noch Vögerl erlebten die Vollendung der Arbeiten.

### Mariensäule in Gödöllö in Ungarn
Diese Barockkomposition verherrlicht die Geburt der Jungfrau Maria ohne Erbsünde, die Unbefleckte Empfängnis. 4 Reliefs auf dem Sockel stellen das Leben Mariens dar. In Hainburg (Österreich) und Nyitrá (Slowakei) ist eine ähnliche Mariensäule zu sehen, auch geschaffen vom österreichischen Meister Martin Vögerl, der von Graf Antal Grassalkovich I., königlich ungarischer Hofkammerpräsident, beauftragt wurde. Der Sockel ist von 4 Heiligenstatuen besetzt: der Teresa von Ávila, dem Antonius von Padua, dem Hl. Florian und dem Hl. Rochus. Maria – mit einer Krone aus zwölf Sternen auf dem Kopf – steht an der Spitze der mit Blumen geschmückten Säule.